# Constant Throb
Constant Throb es el sexto álbum de estudio del músico estadounidense John Klemmer, publicado a principios de 1972 por Impulse! Records.

## Recepción de la crítica
El personal de Organissimo declaró que el álbum, “es un producto directo de esa escena y de esa vibra, y aunque no es perfecto por ningún tramo de la imaginación, hace una buena experiencia o tres, aunque solo sea por la razón de que es un buen ejemplo de ‘fusión’ antes de que se convirtiera en FUSIÓN”. La revista Billboard dijo: “John Klemmer ha construido un álbum que inspira, asombra y deleita. Es claramente aparente que ha puesto mucho amor y sentimiento en su trabajo. Ha convertido el saxofón en un instrumento capaz de llorar, suspirar y reir”.

## Lista de canciones
Todas las canciones compuestas por John Klemmer.
Lado uno
1. «Constant Throb Part I» – 3:02
2. «Constant Throb Part II» – 5:22
3. «Neptune» – 5:07
4. «Let Me Touch the Wind» – 6:40

Lado dos
1. «California Jazz Dance» – 4:19
2. «Rainbows» – 5:35
3. «Crystaled Tears» – 4:35
4. «Precious Leaf» – 5:39

## Créditos y personal
Créditos adaptados desde las notas de álbum.
Músicos
- John Klemmer – saxofón tenor y soprano, Echoplex (4, 7); piano Rhodes, percusión (1–3, 5, 6, 8)
- Don Menza – flauta alto, clarinete bajo (1–3, 5, 6, 8)
- Mike Lang – piano (1–3, 5, 6, 8)
- Mike Wofford – piano Rhodes, clavecín (1–3, 5, 6, 8)
- Howard Roberts – guitarra (4, 7)
- Wilton Felder – Fender bass (4, 7)
- Reggie Johnson – guitarra bajo (1–3, 5, 6, 8)
- Jim Keltner – batería (4, 7)
- Shelly Manne – (1–3, 5, 6, 8)
- Gary Coleman – percusión (1–3, 5, 6, 8)
- Mark Stevens – percusión (4, 7)
- Marni Nixon – voces (1, 2)

Personal técnico
- Ed Michel – productor
- Artie Becker – ingeniero de audio
- Baker Bigsby – mezclas